# Abierto Mexicano Pegaso 2001
Abierto Mexicano Pegaso 2001 — тенісний турнір, що проходив на відкритих кортах з ґрунтовим покриттям Fairmont Acapulco Princess в Акапулько (Мексика). Належав до серії International Gold в рамках Туру ATP 2001, а також серії Tier III в рамках Туру WTA 2001. Тривав з 26 лютого до 4 березня 2001 року.

## Фінальна частина

### Одиночний розряд, чоловіки
Густаво Куертен —  Гало Бланко 6–4, 6–2
- Для Куертена це був 2-й титул за сезон і 19-й - за кар'єру.

### Одиночний розряд, жінки
Аманда Кетцер —  Олена Дементьєва 2–6, 6–1, 6–2
- Для Кетцер це був 2-й титул за сезон і 16-й — за кар'єру.

### Парний розряд, чоловіки
Доналд Джонсон /  Густаво Куертен —  Девід Адамс /  Мартін Гарсія 6–3, 7–6(7–5)
- Для Джонсона це був 1-й титул за рік і 15-й - за кар'єру. Для Куертена це був 3-й титул за сезон і 20-й - за кар'єру.

### Парний розряд, жінки
Марія Хосе Мартінес /  Анабель Медіна Гаррігес —  Вірхінія Руано Паскуаль /  Паола Суарес 6–4, 6–7(5–7), 7–5
- Для Мартінес це був 1-й титул за рік і 1-й — за кар'єру. Для Медіни Гаррігес це був 1-й титул за рік і 1-й — за кар'єру.